# 95 Dywizja Strzelecka (ZSRR)
95 Dywizja Strzelecka (ros. 95-я стрелковая дивизия) – związek taktyczny piechoty Armii Czerwonej.
Dywizja wzięła udział w kampanii wrześniowej w składzie 35 Korpusu Strzeleckiego.

## Struktura organizacyjna
W 1939
- 90 pułk strzelecki
- 161 pułk strzelecki
- 241 pułk strzelecki
- 57 pułk artylerii lekkiej
- 134 pułk artylerii haubic
- 372 samodzielny batalion czołgów
- 97 dywizjon przeciwpancerny
- 104 dywizjon artylerii przeciwlotniczej
- 13 batalion rozpoznawczy
- 48 batalion saperów
- 91 batalion łączności
- 103 batalion medyczno-sanitarny
- 30 kompania przeciwchemiczna
- 46 batalion transportowy
- piekarnia polowa
- szpital weterynaryjny
- 163 stacja poczty polowej

## Dowódcy dywizji
- kombrig Danił Jegorow (był w 1939)[1]